# تنظيم انفعالي ذاتي
التنظيم الانفعالي الذاتي أو التنظيم العاطفي (بالإنجليزية: Emotional self-regulation)‏ هو القدرة على الاستجابة للمطالب المستمرة للخبرة من خلال العواطف بطريقة يمكن تقبلها اجتماعيا، ومرنة بما فيه الكفاية للسماح بردود فعل عفوية وكذلك القدرة على تأخير ردود فعل عفوية حسب الحاجة. ويمكن أيضا تعريفها بأنها عمليات خارجية وداخلية مسؤولة عن رصد وتقييم وتعديل ردود الفعل العاطفية. ينتمي التنظيم الانفعالي الذاتي إلى مجموعة أوسع من عمليات تنظيم المشاعر، والتي تشمل تنظيم مشاعر الشخص نفسه وتنظيم مشاعر الآخرين.
التنظيم العاطفي هو عملية معقدة تنطوي على بدء أو تثبيط أو تحوير حالة الفرد أو سلوكه في موقف معين - على سبيل المثال الخبرة الذاتية (المشاعر)، والاستجابات المعرفية (الأفكار)، والاستجابات الفسيولوجية المتعلقة بالمشاعر (على سبيل المثال معدل ضربات القلب أو النشاط الهرموني)، والسلوك المتعلق بالمشاعر (الإجراءات الجسدية أو التعبيرات). من الناحية العملية، يمكن أن يشير التنظيم العاطفي أيضا إلى عمليات مثل الميل إلى تركيز اهتمام المرء على المهمة والقدرة على قمع السلوك غير الملائم تحت التعليمات. ويُعتبر التنظيم العاطفي هو وظيفة ذات أهمية كبيرة في حياة الإنسان.
يتعرض الأشخاص باستمرار لمجموعة واسعة من المحفزات ذات الإثارة المحتملة. ويمكن لردود الفعل العاطفية الغير مناسبة أو المتطرفة تجاه مثل هذه المحفزات أن تعيق التناسب الوظيفي داخل المجتمع؛ وبالتالي، يجب على الأشخاص الانخراط في شكل من أشكال التنظيم العاطفي تقريبا كل وقت. بصفة عامة، تم تعريف الاضطراب العاطفية بأنها صعوبات في السيطرة على تأثير التيقظ العاطفي على تنظيم ونوعية الأفكار، والإجراءات، والتفاعلات. ويُظهر الأفراد الذين يعانون من الاضظرابات العاطفية أنماط من الاستجابة التي يوجد فيها عدم تطابق بين أهدافهم، وردودهم، و/أو وضع التعبير، ومتطلبات البيئة الاجتماعية. على سبيل المثال، هناك ارتباط كبير بين الاضطرابات العاطفية وأعراض الاكتئاب، القلق، واضطرابات الأكل، وتعاطي المخدرات. ومن المرجح أن تكون المستويات العالية لتنظيم العاطفة مرتبطة بمستويات عالية من الكفاءة الاجتماعية والتعبير عن المشاعر المناسبة اجتماعيا.